# ラルフ・マークル

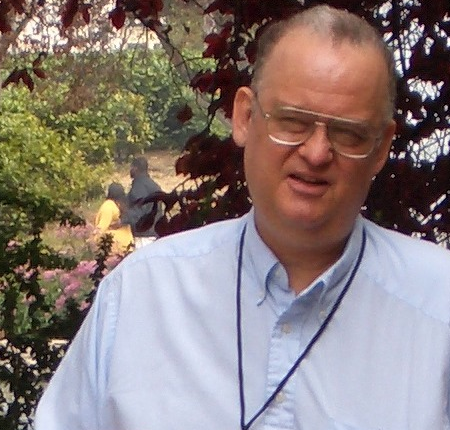
ラルフ・C・マークル (2007)

ラルフ・C・マークル（英: Ralph C. Merkle、1952年2月2日 - ）は、公開鍵暗号の開発者の一人であり、最近では分子ナノテクノロジーと人体冷凍保存の研究者として知られている。SF小説『ダイヤモンド・エイジ』では、ナノテクノロジーが遍在する世界における伝説的英雄の1人となって言及されている。

## 経歴
カリフォルニア州バークレー出身。1970年、Livermore High School を卒業すると、マークルは計算機科学を学ぶためにカリフォルニア大学バークレー校に進学し、1974年に学士号、1977年に修士号を取得した。1979年、スタンフォード大学で電気工学の博士号を取得した論文は Secrecy, authentication and public key systems（秘匿、認証と公開鍵システム） と題されていた。彼はジョージア工科大学のコンピューティング学科の教授となった。ラルフ・マークルは、有名な野球選手フレッド・マークルの親戚（兄弟の孫）である。
ジョージア工科大学での仕事以外に、マークルはアリゾナ州のアルコー延命財団の理事も務めている。また、1980年から Elxsi （現 Tata Elxsi）でコンパイラ開発のマネージャも務めた。1988年から1999年まで、パロアルト研究所の研究員として勤めた。その後、Zyvex でナノテクノロジーの理論家として働き、2003年にジョージア工科大学の教授に復帰した。
ホイットフィールド・ディフィーは、マークルを「公開鍵暗号を巡る話の中でも最も創意に富んだ人物」と称した。マークルは、安全でない通信路での通信をマークルのパズルとして定式化した。また、Merkle-Hellmanナップサック暗号や Merkle-Damgård construction を共同で発明し、マークル木と呼ばれるハッシュ木を発明した。パロアルト研究所では、Khufu と Khafre というブロック暗号を設計し、Snefru というハッシュ関数を設計した。

## 受賞歴
- 1998年 ファインマン賞理論部門
- 1999年 IEEE小林宏治コンピュータ&コミュニケーション賞
- 2010年 ハミングメダル